# Zülfüqar Süleymanov

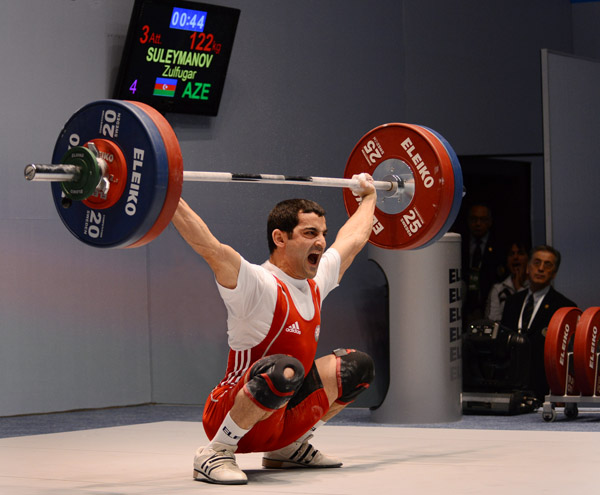
Zülfüqar Süleymanov beim IWF-Grand-Prix 2012 in Baku

Zülfüqar Süleymanov (auch Zulfugar Suleymanov; * 2. November 1982) ist ein ehemaliger aserbaidschanischer Gewichtheber.
Der aus Bulgarien stammende Süleymanov gewann bei den Europameisterschaften 2008 Bronze im Stoßen in der Klasse bis 62 kg. 2009 wurde er bei den Europameisterschaften 2009 Zweiter im Zweikampf und im Stoßen und Dritter im Reißen. Bei den Weltmeisterschaften im selben Jahr erreichte er den sechsten Platz. Bei den Europameisterschaften 2010 wurde er Dritter. Allerdings war sein Dopingtest positiv, sodass das Ergebnis gestrichen und Süleymanov für zwei Jahre gesperrt wurde. Nach seiner Sperre wurde er bei den Europameisterschaften 2013 Dritter. Er wurde jedoch erneut des Dopings überführt und lebenslang gesperrt.